# American Psycho (álbum)
American Psycho es el tercer álbum de estudio de la banda estadounidense The Misfits, publicado el 13 de mayo de 1997 por Geffen Records. Fue el primero en ser grabado y publicado sin Glenn Danzig, fundador y antiguo líder de la banda. El bajista Jerry Only, tras años de pleitos, llegó a un acuerdo con Danzig y se le concedieron los derechos para poder actuar y grabar usando del nombre e imagen de la banda. Además, el álbum marcó la incorporación del músico Michale Graves.
Originalmente, el álbum iba a titularse Dead Kings Rise (en castellano o español: 'Los reyes muertos se ponen en pie'), una broma sobre la resurrección del grupo, pero fue modificado cuando la pista del mismo título no fue incluida en el álbum.
Fue producido por Daniel Rey, que también fue productor para otros artistas tales como Ramones y White Zombie.

## Listado de temas
1. Abominable Dr. Phibes – 1:41
2. American Psycho – 2:06
3. Speak of the Devil – 1:47
4. Walk Among Us – 1:23
5. The Hunger – 1:43
6. From Hell They Came – 2:16
7. Dig Up Her Bones – 3:01
8. Blacklight – 1:27
9. Resurrection – 1:29
10. This Island Earth – 2:15
11. Crimson Ghost – 2:01
12. Day of the Dead – 1:49
13. The Haunting – 1:25
14. Mars Attacks – 2:28
15. Hate The Living, Love The Dead – 1:36
16. Shining – 2:59
17. Don't Open 'Til Doomsday  + Hell Night (pista oculta) – 7:58
18. Dead Kings Rise (bonus track de la versión en disco de vinilo)

## Personal
- Jerry Only – bajo eléctrico
- Paul Doyle – guitarra eléctrica
- Michale Graves – voz
- Dr. Chud – batería y teclado en los temas #1, #3, #4, #8 y #10

- Datos: Q255399